# Banjarwaringin
Banjarwaringin is een bestuurslaag in het regentschap Tasikmalaya van de provincie West-Java, Indonesië. Banjarwaringin telt 5889 inwoners (volkstelling 2010).